# Alex Nimely
Alex Tchuimeni-Nimely (nacido el 11 de mayo de 1991), más conocido como Alex Nimely, es un futbolista Liberiano e Inglés que actualmente juega en el FC Honka.

## Trayectoria
Nacido en Monrovia, Liberia, Nimely empezó su carrera en el Mighty Barrolle y en el Cotonsport Garoua. En diciembre de 2007, él fue a hacer una prueba con el Manchester City. Sven Erickson lo describió como el futbolista más joven y con más talento que el Manchester City había firmado un contrato. A la edad de 15 años, marcó un total de cuatro goles en la Liga de Campeones de la CAF y se convirtió en el segundo máximo goleador. Nimely también es el jugador más joven inscrito nunca en la Liga de Campeones de la CAF.

### Manchester City
En el 16 de enero de 2008, Nimely fichó por cuatro años con el Manchester City desde el club camerunés Coton Sport FC de Garoua. Hizo su debut saliendo desde el banquillo cuando su equipo ganaba por 6-1 contra el Burnley el 3 de abril de 2010. En mayo de 2010 firmó un nuevo contrato de cuatro años con el Manchester City hasta junio de 2014.

#### Cesión al Middlesbrough
El 17 de septiembre de 2011, Nimely firmó una cesión de tres meses con el Middlesbrough. Su primer partido fue en la League Cup contra el Crystal Palace. El primer partido en liga fue contra el Ipswich Town dónde salió desde el banquillo y que acabó en empate a 0–0.

#### Cesión al Coventry City
El 12 de enero de 2012, Nimely firmó una nueva cesión con el Coventry City hasta el final de la temporada. Marcó su primer gol en su debut 3–1 contra su exequipo el Middlesbrough y también hizo las dos asistencias. Se las arregló para cometer once penaltis convertidos en goles por sus compañeros de equipo y diecisiete asistencias.

#### Cesión al Crystal Palace
El 10 de enero de 2013, Nimely firmó una nueva cesión con el Crystal Palace, hasta el final de la temporada 2012–2013. Se convirtió en el primer fichaje de Ian Holloway para el Crystal Palace F.C.
Hizo su debut saliendo desde el banquillo, pero su equipo perdió por 1–0 frente al Burnley el 12 de enero.

## Carrera internacional
El 12 de mayo de 2010, Nimely fue llamado para jugar con la Liberia para Copa Mundial de Fútbol de 2010 para la preselección pero declaró que quería jugar con la Selección de fútbol de Inglaterra, como su padre inglés. Jugó la Copa Mundial de Fútbol Sub-20 de 2009. El marcó su primer gol en la final de la fase de grupos contra Uzbekistán.
Fue llamado para jugar con la Selección de fútbol sub-21 de Inglaterra en noviembre de 2011 pero se vio forzado a salirse por una lesión.

## Estadísticas
| Club                    | Temporada | Liga     | Liga  | FA Cup   | FA Cup | League Cup | League Cup | Otros    | Otros | Total    | Total |
| Club                    | Temporada | Partidos | Goles | Partidos | Goles  | Partidos   | Goles      | Partidos | Goles | Partidos | Goles |
| ----------------------- | --------- | -------- | ----- | -------- | ------ | ---------- | ---------- | -------- | ----- | -------- | ----- |
| Manchester City         | 2009–10   | 1        | 0     | 0        | 0      | 0          | 0          | 0        | 0     | 1        | 0     |
| Manchester City         | 2010–11   | 0        | 0     | 0        | 0      | 0          | 0          | 1        | 0     | 1        | 0     |
| Middlesbrough (Cedido)  | 2011–12   | 9        | 0     | 0        | 0      | 1          | 0          | 0        | 0     | 10       | 0     |
| Coventry City (Cedido)  | 2011–12   | 17       | 1     | 0        | 0      | 0          | 0          | 0        | 0     | 17       | 1     |
| Crystal Palace (Cedido) | 2012–13   | 2        | 0     | 0        | 0      | 0          | 0          | 0        | 0     | 2        | 0     |
| Total                   | Total     | 29       | 1     | 0        | 0      | 1          | 0          | 1        | 0     | 31       | 1     |